# Рибера, Педро Афан де
Педро Афан де Рибера, 2-й маркиз де Тарифа, 1-й герцог Алькала, 5-й граф де Лос-Моларес известный также, как Перафан де Рибера-и-Портокарреро (1509, Севилья — 2 апреля 1571, Неаполь) — испанский аристократ, государственный деятель, вице-король Каталонии (1554—1558) и Неаполя (1559—1571), губернатор Андалусии.

## Биография
Испанский дворянин. Старший сын Фернандо Энрикеса де Риберы (ум. 1522), который произошел от королевских бастардов, живших в XIV веке, и Инес Портокарреро, внук Фадрике Энрикеса де Риберы (1476—1539). Семья его матери проживала в Севилье и Кадисе и участвовала в работорговле и заселении Канарских островов.
В Севилье ему принадлежал дворец «Дом Пилата», названный так потому, что он будто бы являлся копией дворца Понтия Пилата.
В течение многих лет верно служил королю Испании Филиппу II, который в 1578 году специально для Педро Афана де Риберы создал в Испании аристократический титул Герцога Алькала-де-лос-Гасулес и даровал его ему.
Будучи вице-королём Неаполя блокировал введение условий Тридентского собора, а также желание короля Филиппа II Испанского ввести испанскую инквизицию в Неаполитанском королевстве. Педро Афан де Рибера, также как и его предшественник, продолжил покровительствовать композитору эпохи Возрождения Диего Ортису.
Активно боролся с преступными организациями, такими как калабрийские пираты и воры, истребил несколько банд.
В 1565 году прорвал морскую осаду турок на Мальте. В следующем году османы осадили Неаполь. В 1570 году Педро Афан де Рибера отправил военно-морской флот, чтобы избавить Кипр от нападений турок с моря.
Умер в Неаполе в 1571 году не оставив законного наследника. Внебрачным сыном дона Педро Афана де Рибера был Хуан де Рибера (1532—1611), испанский католический святой, архиепископ Валенсии (беатифицирован в 1796 году и канонизирован в 1960 году).
Его тело было перевезено в родной город Севилью, где и захоронено.